# زرده (دالاهو)
زرده (به کُردی: زه‌رده) روستایی از توابع بخش مرکزی شهرستان دالاهوی استان کرمانشاه ایران است. مردم این روستا کرد بوده و به زبان کردی هورامی صحبت می‌کنند. مردم زرده پیروی آیین یارسان هستند و این روستا به سبب قرار داشتن بارگاه‌های شخصیت‌های مقدس یارسان، از اماکن مقدس این آیین به‌شمار می‌آید و در تاریخ این آیین نقش مهمی دارد.

## جمعیت
این روستا در دهستان بان‌زرده قرار داشته و بر اساس سرشماری خانه بهداشت محل جمعیت آن (۳۸۰ خانوار) ۱۳۷۰نفر بوده‌است.

## آثار باستانی
در روستای زرده بقایای دیوار و محوطه‌های داخلی یک قلعهٔ باستانی به نام قلعه یزدگرد قرار دارد که قدمت آن به دوران اشکانیان مربوط می‌شود. خود قلعه در نزدیکی روستا و بر روی ارتفاعات مشرف به آن قرار دارد.

## بناهای مذهبی
روستای زرده به سبب قرار داشتن چندین بارگاه و محوطهٔ مذهبی مربوط به مذهب یارسان در آن، روستایی مقدس به‌شمار می‌آید. زیارتگاه‌های بابایادگار، داوود، سید درویش، هانی تا و چشمه غسلان (حوض کوثر) در جوار این روستا قرار دارند.

## بمباران شیمیایی در جریان جنگ ایران و عراق
روستای زرده در صبحگاه روز ۳۱ تیر ۱۳۶۷ بمب‌های شیمیایی مورد حمله قرار گرفت. در این حمله ۲۷۵ نفر از مردم که برای برگزاری جشن مذهبی در محل بارگاه داوود و بارگاه بابایادگار گردآمده بودند، جان خود را از دست دادند و ۱۱۴۶ نفر زخمی شده یا به عوارض ناشی از استنشاق گازهای سمی دچار شدند. علاوه بر مردم روستا، از روستاهای دیگر نیز جمعیتی برای انجام نیایش به روستا آمده بوده‌است. جمعیت زرده در آن زمان ۱۷۰۰ نفر بوده‌است. تعدادی از بمبها با فاصله اندکی در انتهای روستا فرود آمدند، اما یکی از بمبها بر روی چشمه آب این روستا فرود آمد و افرادی که از آب آن استفاده کردند دچار عوارض وخیمی شدند.

## نگارخانه

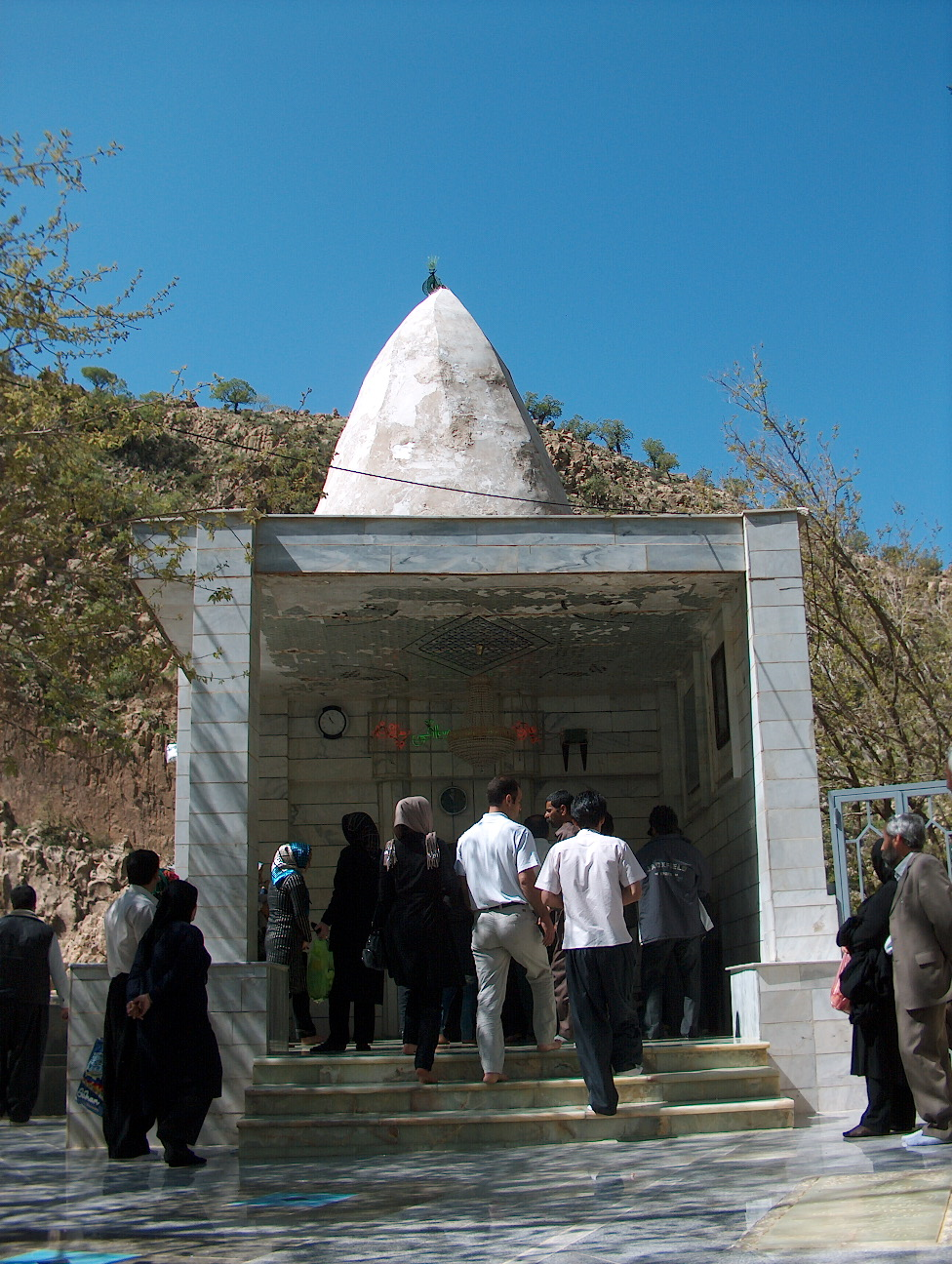
زیارتگاه بابایادگار در دامنه کوه تخت سرانه
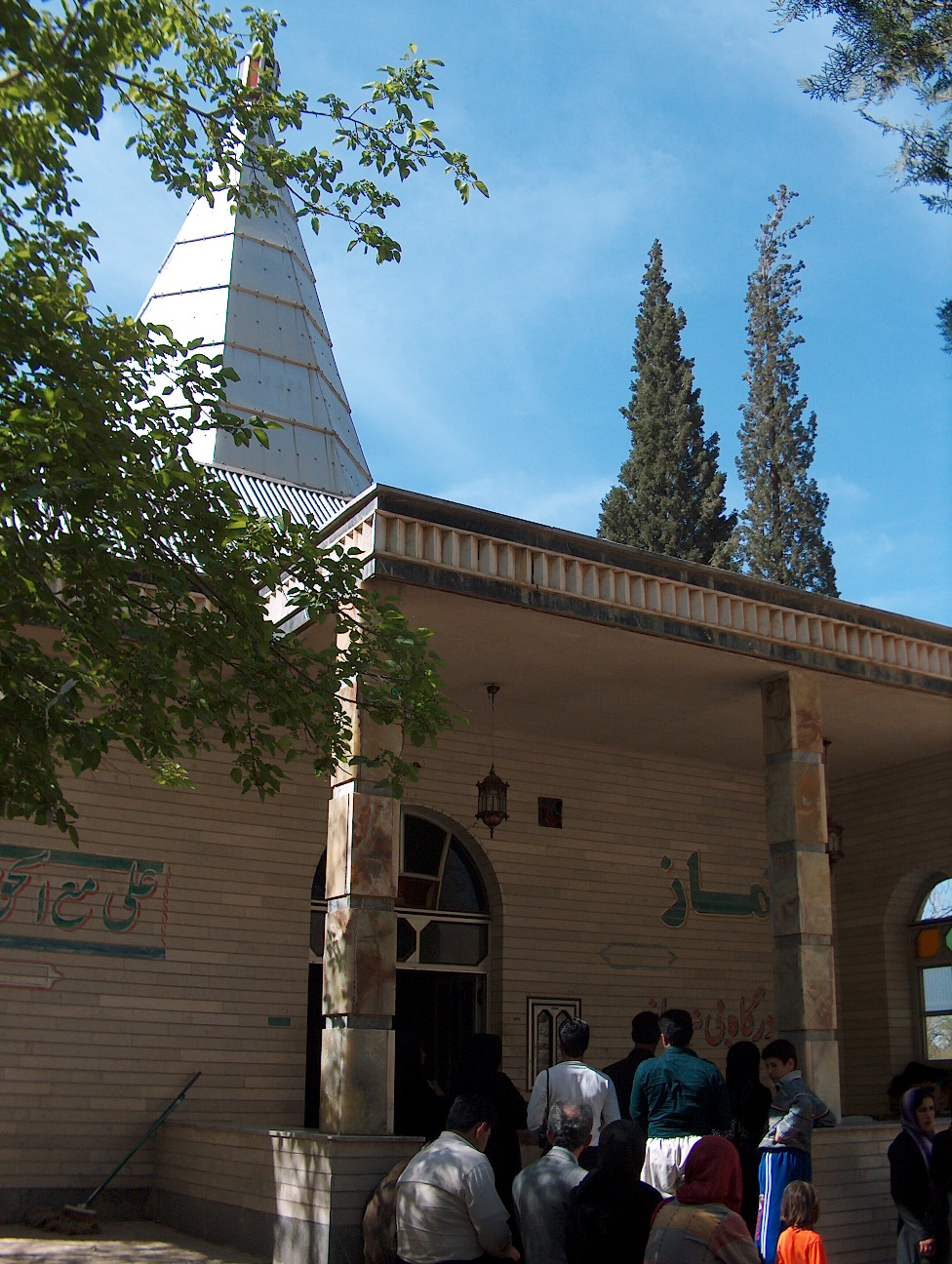
زیارتگاه داود که‌و سوار در روستای زرده
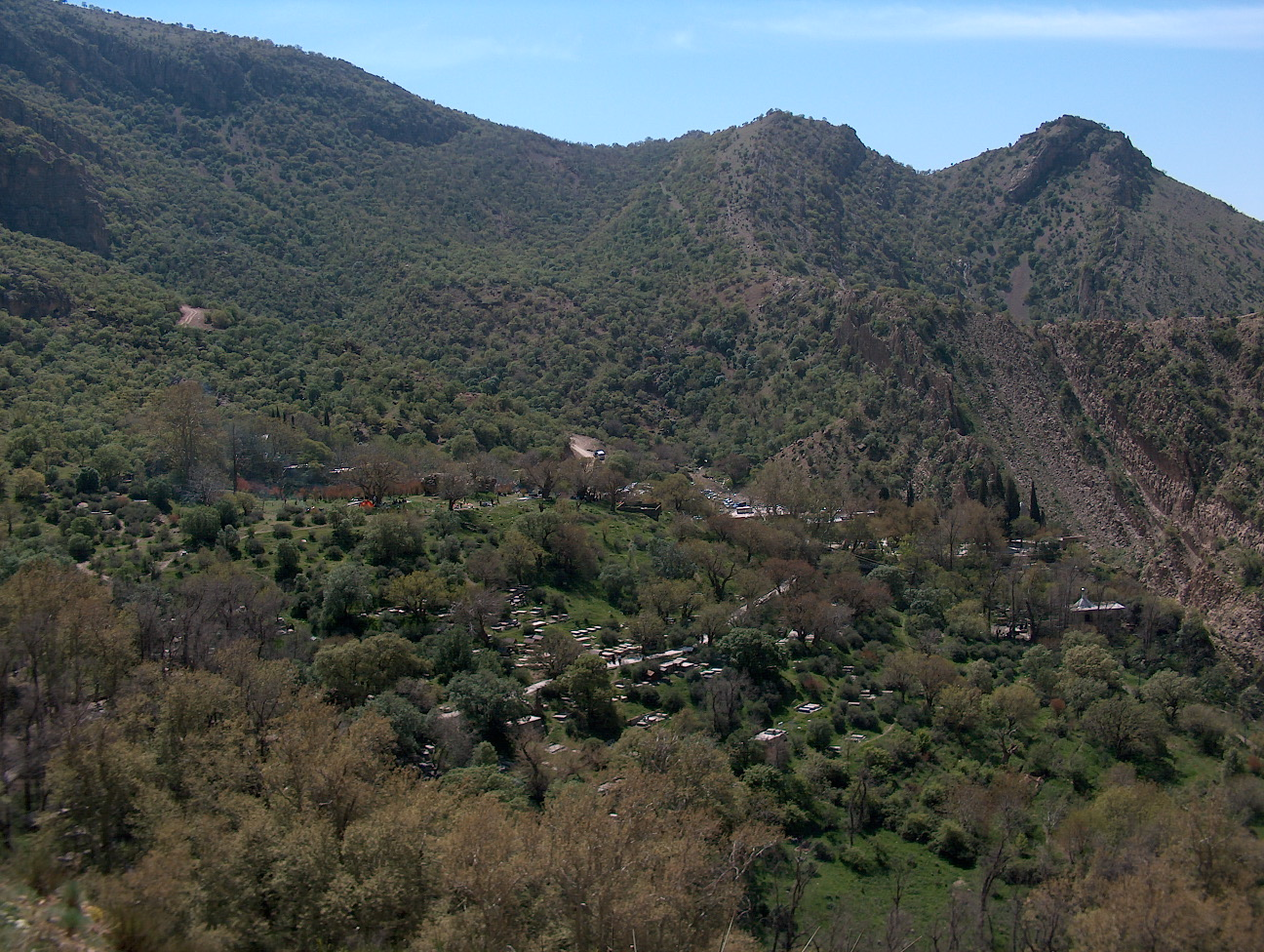
کوه تخت سرانه در شرق روستای زرده که اماکنی مقدس بر آن جای دارند.
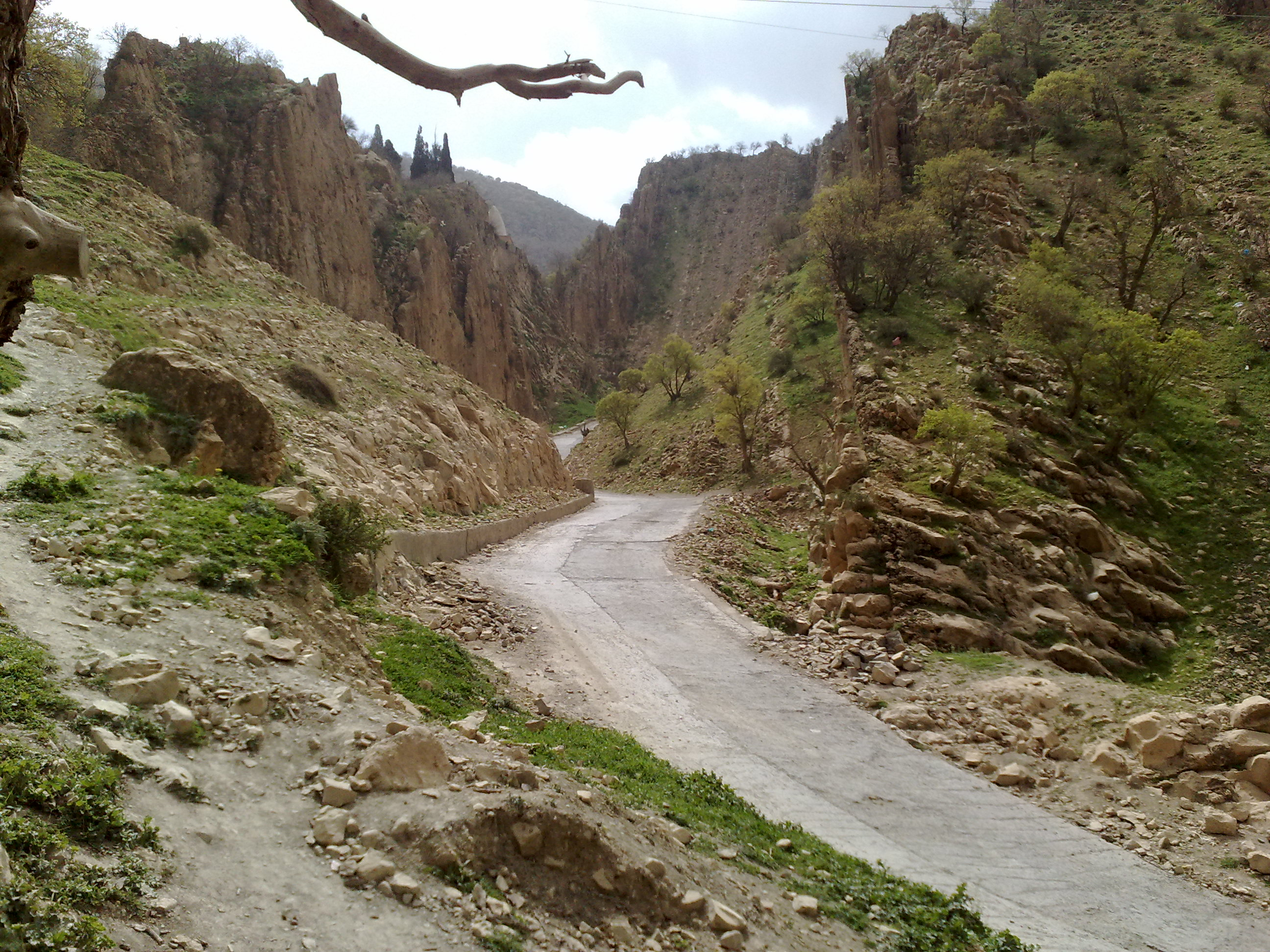